# إيرتيش بافلودار
نادي إيرتيش بافلودار لكرة القدم (بالإنجليزية: FC Irtysh Pavlodar) هو نادي كرة قدم كازاخستاني مقره في الملعب المركزي في بافلودار. تأسس في عام 1965. فاز بلقب دوري كازاخستان الممتاز أعوام 1993، 1997، 1999، 2002، 2003.